# Matylda Flandryjska

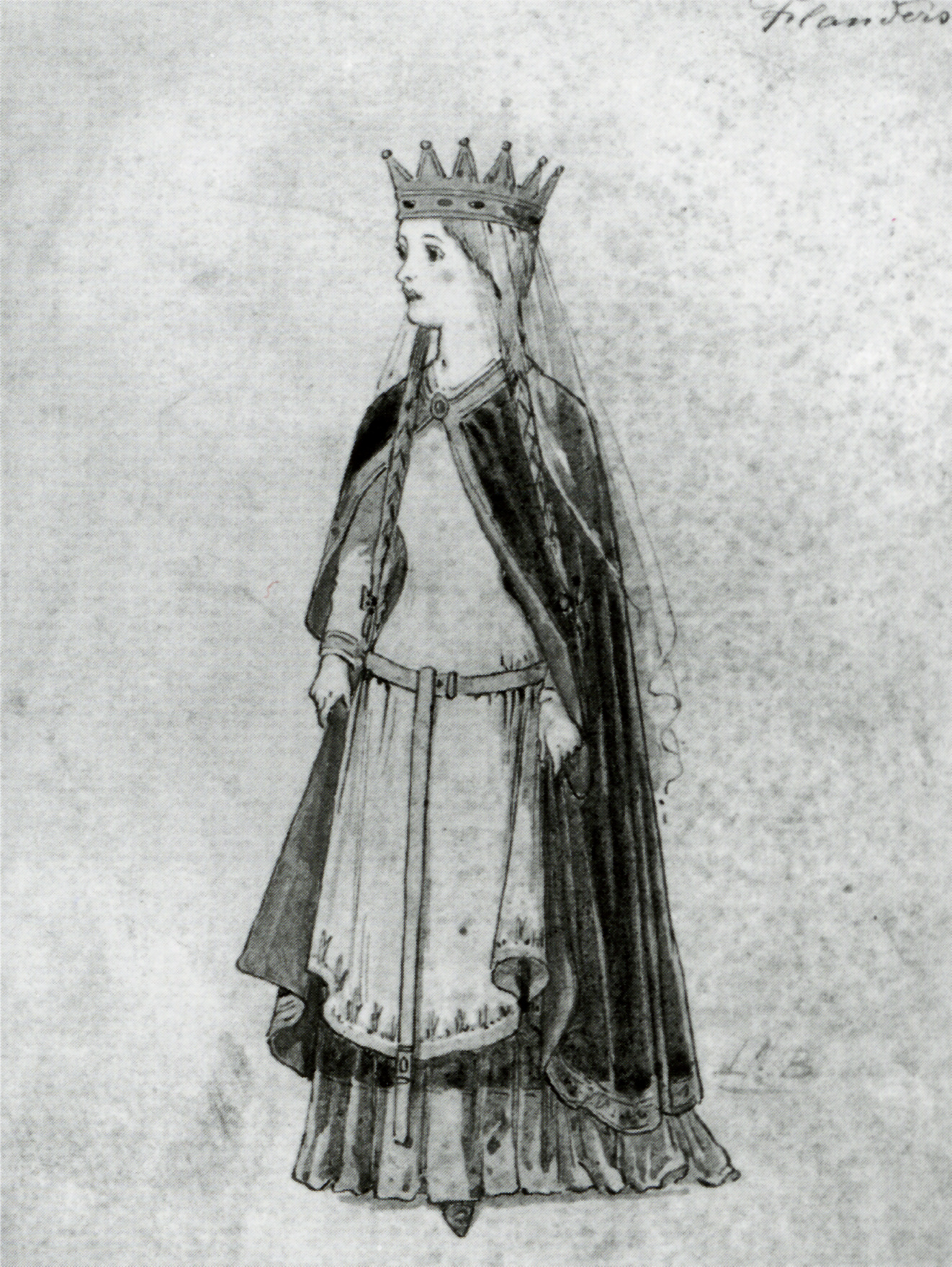
Wyobrażenie Matyldy nieznanego autorstwa

Matylda (lub Maud) Flandryjska (ur. ok. 1031, zm. 2 listopada 1083) – córka Baldwina V, hrabiego Flandrii, i Adelajdy, córki króla Francji Roberta II. Ok. 1051 roku poślubiła księcia Normandii Wilhelma II, gdy ten podbił królestwo Anglii, została 11 maja 1068 roku koronowana na królową.
Małżeństwo z córką hrabiego Flandrii było dla Wilhelma niezwykłym wyniesieniem, zważywszy na jego nieślubne pochodzenie. Jednakże również Baldwin odnosił niezwykłą korzyść, spowinowacając się z jednym z najpotężniejszych władców na północy kraju, który po bitwie pod Val-es-Dunes był niekwestionowanym suzerenem w swym księstwie. Początkowo papież nie chciał wyrazić zgody na zawarcie małżeństwa z powodu zbyt bliskiego pokrewieństwa, jednakże dał się przemóc hojnymi donacjami.
Do ślubu doszło ok. 1051 roku w katedrze w Rouen lub też w jednym granicznych zamków hrabstwa Eu.
W czasie buntu syna Roberta przeciw Wilhelmowi opowiedziała się po stronie tego pierwszego. W czasie pobytu męża w Anglii sprawowała w jego imieniu rządy na kontynencie. Została pochowana w Abbaye aux Dames („opactwie kobiet”) przy kościele Świętej Trójcy, którego była fundatorką.
Według tradycji cechą mającą wyróżniać Matyldę był jej wyjątkowo niski wzrost - mierzyła jakoby zaledwie 127 cm. Ekshumacja szczątków w 1819 roku (powtórzona w 1959 roku) obaliła ten mit. Badania szkieletu pokazały, że wzrost Matyldy wynosił 152 cm.

## Potomstwo
Liczba dzieci, które powiła ze związku z Wilhelmem, jest niepewna. Z pewnością urodziła czterech synów, lecz liczba córek pozostaje niewiadomą. Dzieci, które się jej przypisuje, to:
- Robert II Krótkoudy (ok. 1054 – 10 lutego 1134) - książę Normandii
- Adeliza (lub Alicja) (ok. 1055 – ?) - istnienie niepewne, prawdopodobnie zaręczona z królem Haroldem II
- Cecylia (ok. 1056 – 1126) - opatka klasztoru Świętej Trójcy w Caen
- Wilhelm II Rudy (ok. 1056 – 2 sierpnia 1100) - król Anglii
- Ryszard (1057 – ok. 1081) - zginął podczas polowania w New Forest
- Adela (ok. 1062 – 8 marca 1137) - żona Stefana II, hrabiego Blois, matka króla Stefana
- Gundred (ok. 1063 – 1085) - żona Williama de Warenne, 1. hrabiego Surrey (nie jest pewne, czy była córką Wilhelma, niektórzy historycy uważają, że mogła być jego nieślubnym dzieckiem lub pasierbicą)
- Agata (ok. 1064 – 1080) - zaręczona z Haroldem z Wesseksu i Alfonsem VI Mężnym, królem Kastylii
- Konstancja (ok. 1066 – 1090) - żona Alana IV Młodszego, księcia Bretanii, otruta prawdopodobnie na polecenie męża
- Matylda - istnienie niepewne
- Henryk I Beauclerc (ok. 1068 – 1 grudnia 1135) - król Anglii i książę Normandii